# Ayios Theodoros/Çayırova
Ayios Theodoros (griechisch Αγίος Θεοδώρος, türkisch Çayırova) ist ein Ort auf der Karpas-Halbinsel im Osten Zyperns.

## Geschichte
Nachdem die antike Stadt Elea nahe beim Kap Elaia durch ein schweres Erdbeben im Jahr 343 zerstört worden war, zogen die Überlebenden landeinwärts an die Stelle, wo Ayios Theodoros entstand, das nach einem christlichen Märtyrer benannt wurde, einem römischen Soldaten. Als muslimische Piraten das benachbarte Ayia Theodora zerstörten, zogen auch dessen Einwohner dorthin. Während der venezianischen Herrschaft (1489 bis 1570/71) wurde der Ort zum landwirtschaftlichen Zentrum der Region, verfiel jedoch während der frühen osmanischen Epoche.
Im 18. Jahrhundert hatte der Ort nur noch wenige Einwohner, doch zählte man 1831 wieder 31 türkische und 34 griechische Haushaltsvorstände. Anfang des 20. Jahrhunderts wuchs der Ort und die erste Telegraphenstation verband von hier aus die Insel mit Syrien. 1891 hatte die nunmehr britische Verwaltung 258 Griechen und 69 Türken gezählt, zehn Jahre später waren es bereits 375 bzw. 96. 1911 stieg die Zahl auf 507 und 122. Von da an sank der Anteil der Türken in den Jahren 1921, 1931 und 1946 von 85 über 60 auf 66, während der Anteil der Griechen in denselben Zählungen von 517 bzw. 512 auf 782 anwuchs. 1958 flohen die meisten Türken aus dem Ort. 1960 lebten dort 805 Griechen und 23 Türken, doch letztere flohen 1963 gleichfalls aus dem Ort nach Mehmetçik/Galatia und Livadia/Sazlıköy. 1973 lebten im Ort keine Türken mehr.
Am 14. August 1974 flohen wiederum die meisten griechischen Zyprer vor der türkischen Armee nach Dhekelia, wo eine britische Garnison lag. Etwa 150 Familien leben inzwischen in Großbritannien. Die drei Kirchen des Ortes wurden geplündert. Von den 810 Griechen blieben 30 bis Oktober 1975. Im September 1976 lebten nur noch fünf Griechen in Ayios Theodoros. Die letzten von ihnen verließen das Dorf im Dezember 1981.
Die Griechen wurden durch Türken ersetzt, von denen 1978 324 im Ort lebten. Sie stammten überwiegend aus Lefkara und Kofinou/Geçitkale, von wo sie geflohen waren; einige kamen auch aus der nahegelegenen türkischen Enklave Ayios Evstathios/Zeybekköy. 1976 und 1977 kamen einige Familien aus der Türkei hinzu. 2006 zählte man 430 türkische Einwohner. Am 31. Oktober versuchte Rauf Denktaş, der seit 1964 von der Insel verbannt war, bei Ayios Theodoros heimlich nach Zypern zurückzukehren.